# 832 (numero)
Ottocentotrentadue (832) è il numero naturale dopo l'831 e prima dell'833.

## Proprietà matematiche
- È un numero pari.
- È un numero composto con 14 divisori: 1, 2, 4, 8, 13, 16, 26, 32, 52, 64, 104, 208, 416, 832. Poiché la somma dei suoi divisori (escluso il numero stesso) è 946 > 832, è un numero abbondante.
- È un numero di Harshad nel sistema di numerazione decimale, cioè è divisibile per la somma delle sue cifre.
- È un numero palindromo e un numero a cifra ripetuta nel sistema posizionale a base 31 (QQ).
- È un numero semiperfetto in quanto pari alla somma di alcuni (o tutti) i suoi divisori.
- È un numero congruente.
- È un numero odioso.
- È un numero pratico.
- È parte delle terne pitagoriche (174, 832, 850), (320, 768, 832), (420, 832, 932), (624, 832, 1024), (832, 855, 1193), (832, 1224, 1480), (832, 1560, 1768), (832, 2640, 2768), (832, 3276, 3380), (832, 5376, 5440), (832, 6630, 6682), (832, 10800, 10832), (832, 13299, 13325), (832, 21624, 21640), (832, 43260, 43268), (832, 86526, 86530), (832, 173055, 173057).

## Astronomia
- 832 Karin è un asteroide della fascia principale del sistema solare.
- NGC 832 è una stella binaria della costellazione del Triangolo.
- Gliese 832 è una stella nella costellazione della Gru.
- Gliese 832 c è un pianeta extrasolare che orbita attorno alla stella Gliese 832.

## Astronautica
- Cosmos 832 è un satellite artificiale russo.

## Altri ambiti
- Il Gourdou-Leseurre GL-832 HY fu un idroricognitore biposto a scarponi, monomotore ad ala bassa sviluppato dall'azienda aeronautica francese Gourdou-Leseurre nei primi anni trenta.